# Nyctemera colita
Nyctemera colita är en fjärilsart som beskrevs av Walker 1864. Nyctemera colita ingår i släktet Nyctemera och familjen björnspinnare. Inga underarter finns listade i Catalogue of Life.